# La Neuve-Lyre
Neuve-Lyre – miejscowość i gmina we Francji, w regionie Normandia, w departamencie Eure.
Według danych na rok 1990 gminę zamieszkiwało 598 osób, a gęstość zaludnienia wynosiła 210 osób/km² (wśród 1421 gmin Górnej Normandii Neuve-Lyre plasuje się na 394 miejscu pod względem liczby ludności, natomiast pod względem powierzchni na miejscu 850).